# Мичурино (Павлодарская область)
Мичурино (каз. Мичурино) — село в Павлодарском районе Павлодарской области Казахстана. Расположено в 18 км к северу от Павлодара, на правом берегу реки Иртыш. Административный центр Мичуринского сельского округа. Код КАТО — 556055100.
В селе находится психоневрологический интернат для инвалидов по психическому заболеванию при областном отделе социальной защиты.

## История
Село Мичурино было центральной усадьбой бывшего плодово-ягодного и кролиководческого совхоза имени Мичурина, созданного в 1959 году на базе бывшего плодопитомника и генетической лаборатории имени Мичурина. До 1962 года совхоз назывался «Павлодарский», с 1973 года — Павлодарская государственная племстанция.
В 500 м южнее села находится могильник эпохи бронзы Мичурино-1, обследованный археологом Виктором Мерцом в 1989 году и экспедицией Карагандинского областного историко-краеведческого музея под руководством Александра Ткачёва в 1991 году.

## Население
В 1985 году в селе проживало 1997 человека. В 1999 году население села составляло 1098 человек (524 мужчины и 574 женщины). По данным переписи 2009 года, в селе проживало 1204 человека (608 мужчин и 596 женщин).